# Luiz Antônio Marcuschi
Luiz Antônio Marcuschi (Guaporé, 15 de maio de 1946 - Recife, 6 de setembro de 2016) foi um linguista e professor universitário brasileiro conhecido especialmente por seus trabalhos sobre linguística textual, gêneros textuais e análise da conversação.
Era formado em filosofia pela Pontifícia Universidade Católica do Rio Grande do Sul, doutor pela Universidade de Erlangen-Nuremberga e pós-doutor pela Universidade de Friburgo. Desenvolveu a maior parte de sua carreira no o Departamento de Letras da Universidade Federal de Pernambuco, tendo sido considerado "um dos maiores linguistas brasileiros da atualidade".